# Ndongese
 (août 2014).
Si vous disposez d'ouvrages ou d'articles de référence ou si vous connaissez des sites web de qualité traitant du thème abordé ici, merci de compléter l'article en donnant les références utiles à sa vérifiabilité et en les liant à la section « Notes et références ».
Ndongese est une cité créée par les démobilisés de la Force publique du Congo belge vers les années 1930. Ils ont baptisé ce territoire "Bolia" Ndongese en souvenir d'une ville du Kasaï où ils étaient cantonnés à Dekese. Ces démobilisés étaient en majorité les Ekonda de Bessongo qui n'ont pas pu regagner leur terre un peu plus à intérieur des terres vers le lac Ntomba.